# フリースラント級駆逐艦
フリースラント級駆逐艦（オランダ語: Friesland klasse Onderzeebootjager）は、オランダ海軍の駆逐艦の艦級。計画名は47B型（後期建造艦6隻については49型とする説もある）。

## 設計
本級は、オランダ海軍の戦後第1世代の国産戦闘艦であるホラント級（47A型）の小改正型として設計された。船首楼型という船型は踏襲されたが、基準排水量にして280トン、全長にして3メートル大型化し、これを補うため、主機関はアメリカ海軍のギアリング級駆逐艦と同構成に変更された。ボイラーはバブコック・アンド・ウィルコックス社製の水管ボイラー、蒸気性状は圧力39.8 kgf/cm2 (566 lbf/in2), 温度454℃であり、蒸気タービンはゼネラル・エレクトリック社製であった。海上公試で42.8ノットの最大速力を記録している。なお甲板および舷側には装甲が施されている。

## 装備
レーダーはホラント級の構成が踏襲され、前檣上に目標捕捉用のDA-01、後檣上に早期警戒用のLW-02を搭載していた（後に、それぞれDA-05およびLW-03に更新されたという説もある）。またソナーも、建造当初はホラント級と同様、イギリス製の170型（捕捉・攻撃用）および162型（海底捜索用）が搭載されていたが、1970年代初頭に、トロンプ級フリゲートと同型のアメリカ製マルチモード・ソナーであるCWE-610に換装された。
砲熕兵器もまた、ホラント級と同様に、スウェーデンのボフォース社によって供給されている。主砲はホラント級と同様で、レーダー射撃可能な46口径120mm連装砲を艦首尾に1基ずつ装備した。一方、船体の大型化に伴って対空機銃は強化され、船体各所に40mm単装機銃6基が搭載された。ただし近代化改修に伴い、1960年代中盤に艦首側の2基が撤去されたほか、1977年から1978年にかけて機銃用の方位盤が撤去された。
対潜兵器としては、当初はリンボー対潜迫撃砲が予定されていたが、より大口径で強力なM/50 375mm対潜ロケット発射機に変更された。また1960年に「ユトレヒト」、1961年には「オーファーアイセル」において、上甲板両舷に対潜用の21インチ魚雷発射管8門が搭載されたが、新世代の対潜兵器の台頭に伴って他の艦への搭載計画は中止され、両艦の発射管も後に撤去された。

## 同型艦一覧
本級は、戦時急造艦として配備されていたS級駆逐艦及びN級駆逐艦を代替して、ホラント級とともに、冷戦期初期において艦隊の主力を担った。しかし戦後第1世代の駆逐艦であることから船体の老朽化・装備の陳腐化が進んだため、ホラント級とともに一括してコルテノール級フリゲートによって更新され、1982年までに運用を終了した。ネームシップ以外の7隻は、退役後ペルー海軍に売却されている。
| オランダ海軍 | オランダ海軍                        | オランダ海軍                  | オランダ海軍 | オランダ海軍 | オランダ海軍 | ペルー海軍           | ペルー海軍                          |
| #            | 艦名                                | 造船所                        | 起工         | 就役         | 退役         | #                    | 艦名                                |
| ------------ | ----------------------------------- | ----------------------------- | ------------ | ------------ | ------------ | -------------------- | ----------------------------------- |
| D812         | フリースラント HNLMS Friesland      | アムステルダム                | 1951年12月   | 1956年3月    | 1979年6月    | スクラップとして処分 | スクラップとして処分                |
| D813         | フローニンゲン HNLMS Groningen      | アムステルダム                | 1953年2月    | 1956年9月    | 1981年1月    | D 78                 | ガルベス BAP Gálvez                 |
| D814         | リンブルフ HNLMS Limburg            | ロイヤル・ スヘルデ           | 1953年11月   | 1956年10月   | 1980年2月    | D 76                 | クノイン BAP Quiñones               |
| D815         | オーファーアイセル HNLMS Overijssel | ウィルトン・ フェイエノールト | 1953年10月   | 1957年10月   | 1982年6月    | D 70                 | ボロネージ BAP Bolognesi            |
| D816         | ドレンテ HNLMS Drenthe              | アムステルダム                | 1954年1月    | 1957年8月    | 1980年11月   | D 72                 | ギース BAP Guise                    |
| D817         | ユトレヒト HNLMS Utrecht            | ロイヤル・ スヘルデ           | 1954年2月    | 1957年10月   | 1980年8月    | D 71                 | カスティーリャ BAP Castilla         |
| D818         | ロッテルダム HNLMS Rotterdam        | ロッテルダム                  | 1954年4月    | 1957年2月    | 1981年5月    | D 79                 | ディエズ・カンセコ BAP Diez Canseco |
| D819         | アムステルダム HNLMS Amsterdam      | アムステルダム                | 1955年3月    | 1957年4月    | 1980年5月    | D 77                 | ヴィラー BAP Villar                 |